# 로수바스타틴
로수바스타틴(Rosuvastatin)은 제품명 크레스토(Crestor) 등으로 판매되는 스타틴(statin) 약제로, 고위험성 심혈관계 질환(cardiovascular disease) 예방과 지질이상증(dyslipidemia) 치료에 사용된다. 식단 개선, 운동, 체중 간량 등과 함께 사용하도록 권고된다. 경구용이다.
흔한 부작용은 복통, 메스꺼움, 두통, 근육통(myalgia)이다. 심각한 부작용으로는 횡문근융해증(rhabdomyolysis), 간 문제, 당뇨병(diabetes)이 있다. 임신기간 복용하면 태아에 나쁜 영향을 줄 수 있다. 다른 스타틴류처럼, 로수바스타틴은 간에서 콜레스테롤을 생성하는 효소인 HMG-CoA 환원효소(HMG-CoA reductase) 억제 작용을 한다.
로수바스타틴은 1991년 특허를 받았고 2003년 미국에서 복용 가능 약으로 인정되었다. 복제약(generic medication)으로 제조 가능하다. 2018년, 미국에서 3,400만건 이상 처방됨으로써 미국 최다 처방 순위 29위이다.

## 약 사용

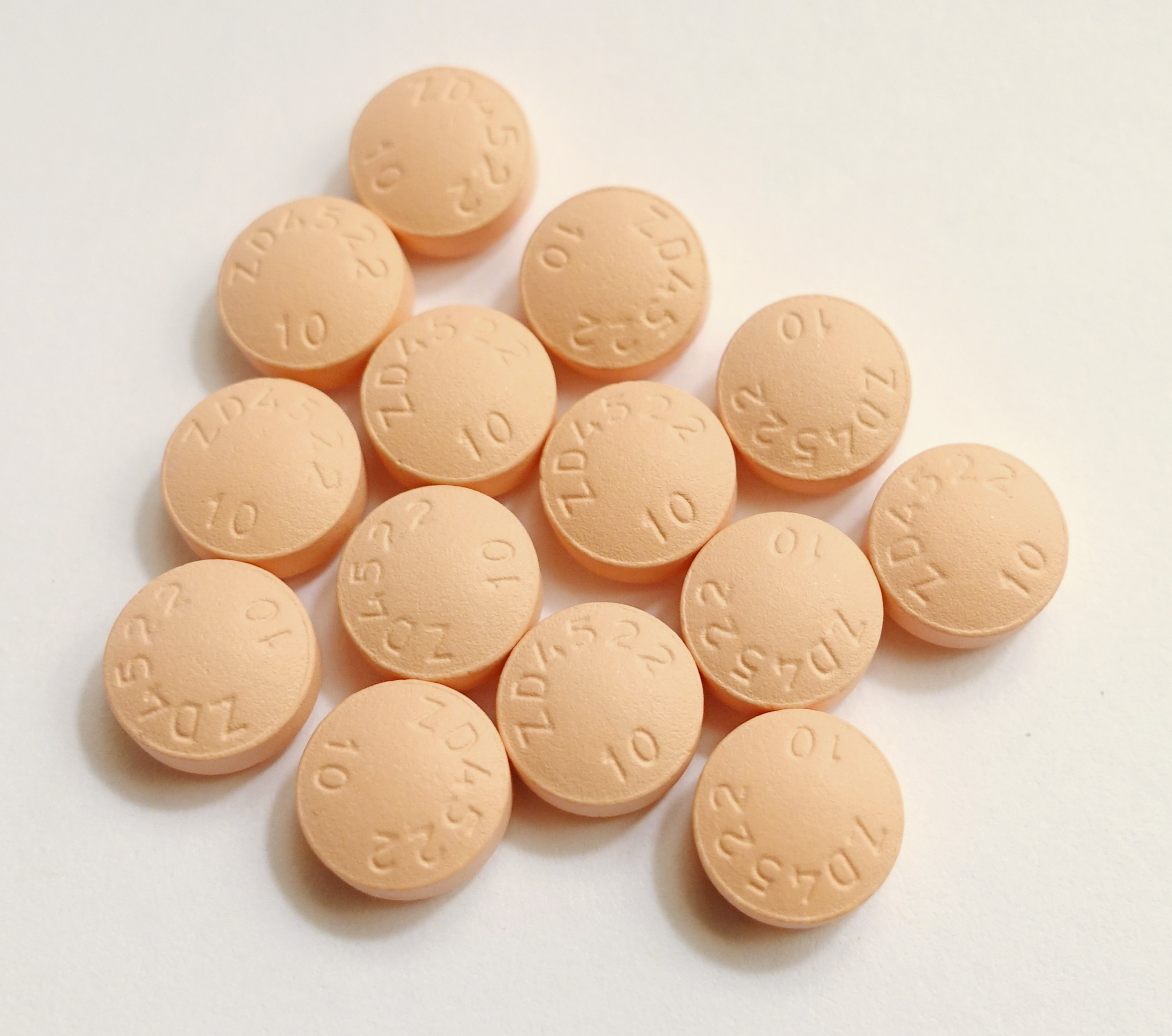
로수바스타틴(크레스토)

로수바스타틴은 심혈관계 질환 예방과 지질이상증 치료에 주로 사용한다.

### 콜레스테롤 수치에의 효과
LDL 콜레스테롤(low-density lipoprotein, LDL)에 작용하는 로수바스타틴 효과는 투약과 관련된다. 로수바스타틴 고용량 투여(higher dose) 밀리그램 수준의 아토바스타틴(atorvastatin), 밀리그램 수준 혹은 그 이상 용량의 심바스타틴(simvastatin)과 프라바스타틴(pravastatin)보다도, 과콜레스테롤혈증(hypercholesterolemia) 환자의 지질농도(lipid profile) 개선에 효과가 더 좋다.
메타분석(meta-analysis)에서는 다른 스타틴처럼 로수바스타틴이 고밀도지방단백질 콜레스테롤(high-density lipoprotein(HDL) cholesterol) 수치를 적당히 증가시키기도 한다고 보고한다. 2014년 코크란리뷰(Cochrane review)는 로수바스타틴이 복용을 통해 계속해서 비HDL 콜레스테롤 수치를 낮춰준다고 증명하였다. HDL 콜레스테롤은 복용 효과가 없는 상태에서는 7%까지 증가한다.

## 부작용과 금기증
부작용은 흔치 않다. 아래 증상이 지속되거나 악화되면 의사에게 보고해야 한다.
- 변비
- 속쓰림
- 현기증
- 불면증
- 우울증
- 관절통(Arthralgia)
- 기침
- 기억상실 or 건망증
- 착란

아래 부작용은 드물지만 병증은 더 심각하다. 다른 스타틴처럼 로수바스타틴은 근질환(myopathy), 횡문근융해증(rhabdomyolysis)을 일으킬 수 있다. 부작용이 발생하면 복용을 중지하고 의사에게 보고해야 한다.
- 근육통(Myalgia), 허약함(tenderness, or weakness)
- 기력소진
- 열병
- 흉통
- 황달(jaundice) : 피부나 눈이 노랗게 됨
- 어두운 소변색 혹은 거품 소변
- 복부 우상부분 통증
- 메스꺼움
- 극도의 피로
- 허약(weakness)
- 이상 출혈 혹은 멍
- 식욕부진(Anorexia)
- 유사 독감 증상
- 목 따가움, 오한, 기타 감염 증상

알러지 반응이 생기면 응급센터에 즉시 찾아가야 한다.
- 발진
- 두드러기
- 가려움
- 호흡 곤란 혹은 삼키기 어려움
- 얼굴, 인후, 혀, 입술, 눈, 손, 발, 발목, 하퇴(lower legs)의 붓기
- 목이 쉼(hoarseness)
- 손가락 혹은 발가락 마비(numbness) 혹은 저림(tingling)

로수바스타틴은 치료를 중단해야 할 여러 금기증(contraindication)과 증상은, 과민증(hypersensitivity), 활동적인 간질환, 혈청 트란스아미나제(serum transaminase) 상승, 임신, 수유이다. 로수바스타틴은 태아에게 심각한 상해를 입힐 수 있기에 임신중에는 복용해서는 안된다. 로수바스타틴이 모유로 흘러들어가는지는 밝혀지지 않았지만, 영아의 지질대사(lipid metabolism)에 해를 끼칠 가능성때문에 로수바스타틴 복용 중에는 수유를 해서는 안된다.
미국의 경우, 근질환 위험성은 아시아계 미국인에게서 많이 보인다. 아시아인들은 약 처방을 다르게 하기에, 표준 복용량의 절반만으로도 환자에게서 나타나는 콜레스테롤 저하 이익을 볼 수 있지만, 제약사 아스트라제네카(AstraZeneca)의 연구에 의하면 표준 복용량 전량은 부작용 위험을 증가시킬 수 있다. 따라서 아시아인들에게는 최저복용량을 권고한다.

### 근질환
스타틴 종류가 그러하듯, 심각한 부작용으로 횡문근융해증(rhabdomyolysis)의 우려가 있다. 미국식품의약국(Food and Drug Administration, FDA)은 '크레스토 복용으로 인한 횡문근융해증 위험성이 다른 판매중인 스타틴에 비하여 큰 것같진 않으나', 횡문근융해증뿐 아니라 신장 독성에 관한 경고도 제품 라벨에 명시되어야 한다고 지시하였다.

### 진성당뇨병
스타틴 종류는 당뇨병 위험을 높인다. FDA 리뷰에서도 로수바스타틴으로 치료한 환자에게서 조사자가 보고한 당뇨병이 27% 증가율을 보였다.

## 약 상호작용
다음 약물들은 부정적인 상호작용이 있으며 의사와 상의해야 한다.
- 쿠마린 혈액응고 방지제(Coumarin anticoagulant, 예 : 와파린Warfarin)는 로수바스타틴 제거에 영향을 미친다.
- 시클로스포린(Ciclosporin), 콜히친(colchicine)
- 내생 스테로이드 호르몬(endogenous steroid hormon) 수치나 활동을 줄여주는 약, 예 : 시메티딘(cimetidine), 케토코나졸(ketoconazole), 스피로놀락톤(spironolactone)
- 클로피브레이트(clofibrate), 페노피브레이트(fenofibrate), 겜피브로질(gemfibrozil), 니아신(niacin)과 같은 고콜레스테롤 치료용 약제에 대하여 지질변환(lipid-modifying) 치료로 1일 1g 이상 복용할 때
- 특정 프로테아제 억제제(protease inhibitor) : 아타자나비르(atazanavir)(리토나비르(ritonavir)와 같이 복용할 때), 로피나비르/리토나비르(lopinavir/ritonavir), 시메프레비르(simeprevir)
- 간손상 위험성을 줄이기 위하여 로수바스타틴 복용동안 알코올 섭취는 줄여야 한다.[11]
- 복용 후 2시간 이내에는 수산화알루미늄 제산제(aluminum hydroxide antacid)와 수산화마그네슘 제산제(magnesium hydroxide antacid)를 복용해서는 안된다.[11]
- 엘룩사돌린(eluxadoline)과의 동시처방은 횡문근융해증과 근질환 발병 위험성을 높인다.[21]

## 구조
로수바스타틴은 아토바스타틴(atorvastatin), 세리바스타틴(cerivastatin), 피타바스타틴(pitavastatin) 등 합성 스타틴과 유사한 구조이다. 그러나 다른 스타틴과 달리, 로수바스타틴은 술포닐 작용기(sulfonyl functional group) 속 황(sulfur)을 포함하고 있다.
크레스토(Crestor)는 로수바스타틴의 칼슘염(calcuum salt) 즉 로수바스타틴칼슘(rosuvastatin calcium)으로, 위의 뼈대구조(skeletal formula)에서 가장 오른쪽에 붙어있는 카복실산(carboxylic acid)에 수소를 칼슘이 대신한 것이다.

## 작용기전
로수바스타틴은 HMG-CoA 환원효소(HMG-CoA reductase)의 경쟁적 억제제(competitive inhibitor)로, 다른 스타틴과 유사한 작용 기준을 가지고 있다.
만성 심장질환(heart failure)에 대한 로수바스타틴 치료의 효과는, 환자의 콜라겐 교체 표지자(collagen turnover marker) 증가와 플라즈마 코엔자임 Q10(plasma coenzyme Q10) 수치 증가로 인하여 무효화된다.

## 약력학
코크란 체계리뷰에서, 복용량과 관련하여 로수바스타틴이 혈중지질에 끼치는 중요성이 밝혀졌다. 1일 1~80mg 이상 복용 시, 강력한 직접적인 복용 효과가 발견되었다. 총 콜레스테롤양은 22.1% ~ 44.8% 감소되었다. LDL 콜레스테롤은 31.2% ~ 61.2% 감소하였고, 비HDL 콜레스테롤은 28.9% ~ 56.7% 감소하였으며, 중성지방(triglycerides)은 14.4% ~ 26.6% 감소하였다.

## 약동학
로수바스타틴의 절대 생체이용률(bioavailability)은 약 20%이며, 혈중최대농도(Cmax)는 3 ~ 5시간 내에 이른다. 원후원자 제공 임상연구와 제품 라벨에 의하면, 음식과 함께 투여하는 것은 혈중농도 곡선하면적(Area under the curve, AUC)에 영향을 주지 않았다. 그러나 이후 임상연구에서는 음식과 동시에 투여할 때에 로수바스타틴 노출의 감소가 현저하였다. 88% 단백질 결합(protein bound)이며 주로 알부민(albumin)에 결합되어 있다. 로수바스타틴의 흡수분율(Fraction absorbed)은 문헌에서 0.5 (50%)로서 잘못 인용되는 경우가 흔하다. 이는 원 제안서에서 간추출률(hepatic extraction ratio)이 잘못 계산되었기 때문이다. 이후에 FDA 평가자가 수정하였다. 투여량 중 0.25 (25%) 가까이는 흡수되는 것으로 보인다.
로수바스타틴은 CYP2C9에 의하여 주로 대사되지 광범위하게 대사되지는 않는다. 약 10%는 대사물질(metabolite) N-데스메틸 로수바스타틴(N-desmethyl rosuvastatin)으로 복구된다. 90%는 배설되며, 소멸반감기(elimination half-life)는 약 19시간이다.

## 사회와 문화
로수바스타틴은 국제일반명(international nonproprietary name, INN)이다.

### 비용
미국 환자보호 및 부담적정보험법(Patient Protection and Affordable Care Act, PPACA) 조항에 따라, 미국 예방의학 태스크포스(United States Preventive Services Task Force, USPSTF) 권고안에 기반하여 40~75세 성인에게는 로수바스타틴 5mg과 10mg에 대하여 비용이 없다.

### 표시 및 규제
로수바스타틴은 미국에서 LDL 콜레스테롤이 높아 발생하는 이상지질증(dyslipidemia), 총 콜레스테롤이 높아 발생하는 과콜레스테롤증(hypercholesterolemia), 중성지방(triglyceride)이 높아 발생하는 과중성지방증(hypertriglyceridemia)의 치료책으로 승인되었다. 2010년 2월, 로수바스타틴은 미국식품의약국(FDA)에서 심혈관질환 예방약으로 승인되었다.
2004년, 로수바스타틴은 154개국에서 승인되었고 56개국에서 판매가 시작되었다. 2003년 8월 13일, FDA가 미국내 판매 승인을 내렸다.

### 특허보호와 복제약
로수바스타틴 특허보호(RE37,314 — 2016년 만기)는 초기 특허 재발급이 부적절하다고 문제가 제기되었다. 이 문제 제기든 2010년에 기각되었고 2016년까지 특허보호가 보장되었다.
2016년 4월, FDA는 왓슨제약(Watson Pharmaceuticals Inc)이 만든 첫 복제약을 승인하였다. 2016년 7월, 마일란(Mylan)은 복제 로수바스타틴칼슘 승인을 얻었다.

### 마케팅
임상 개발 기간동안, 로수바스타틴은 '수퍼스타틴(super-statin)'으로 홍보되었다. 같은 라이벌 제품과 비교하여 약효가 높고 콜레스테롤 저하를 개선시켰다는 것이다. 로수바스타틴의 주요 경쟁자는 아토바스타틴(atorvastatin)과 심바스타틴(simvastatin)이다. 그러나 다소 유사한 유효율(response rate)를 위하여, 에제티미브(ezetimibe)를 심바스타틴이나 아토바스타틴 혹은 다른 약제와 혼합할 수도 있다. 2006년 로수바스타틴, 아토바스타틴, 에제티미브/심바스타틴 결과 비교 관련 정보는 유용하지만 관련 연구는 여전히 진행 중이다.
2003년 첫 발매하면서, 2003년 1억2,900만 달러, 2004년 9억 800만 달러였으며, 2004년말 4백만 이상 환자가 치료되었다. 2018년 영국 국민 보건 서비스(National Health Service, NHS) 연비용은, 일일 5~40mg에 24~40파운드였던 반면, 심바스타틴은 20~80mg에 10~20파운드였다.
2013년, 미국내에서 4번째로 많이 팔린 약으로, 매출액은 52억달러 정도였다.

## 같이 보기

### 스타틴 종류
- 로바스타틴(Lovastatin)
- 세라바스타틴(ceravastatin)
- 심바스타틴(Simvastatin)
- 아토바스타틴(Atorvastatin)
- 프라바스타틴(Pravastatin)
- 플루바스타틴(Fluvastatin)
- 피타바스타틴(Pitavastatin)